# سلول واحد
ساختار جامدات کریستالی نشان می‌دهد که گروه کوچکی از اتم‌ها یک الگوی تکراری را در سه بعد تشکیل می‌دهند؛ بنابراین در توصیف ساختارهای بلوری، اغلب راحت است که ساختار را به واحدهای تکراری کوچکی به نام سلول واحد تقسیم کنیم.
سلول واحد، واحد ساختاری جامدات کریستالی است که تمامی خواص و تقارن‌های کل ماده را دارد. همچنین ساختارهای بلوری گوناگون براساس هندسه و موقعیت اتم ها در سلول واحد تعریف می‌شوند.
نخستین بار دانشمند فرانسوی به نام Auguste Bravais ساختار کریستالی مواد گوناگون را به کمک اشعه‌ی ایکس مورد  مطالعه و بررسی قرار داد. نتیجه‌ی این تحقیقات موجب شد تا سلول‌های واحد به ۷ گروه و ۱۴ دسته‌ی مختلف تقسیم شوند.
Cubic
در این ساختار اندازه‌ی تمام اضلاع مکعب با هم برابر است و اندازه‌ی هر سه زاویه‌ی موجود در یک راس مکعب ۹۰ درجه هستند. این ساختار به سه دسته‌ی Simple, Body Centered, Face Centered  تقسیم می‌شود.
Tetragonal

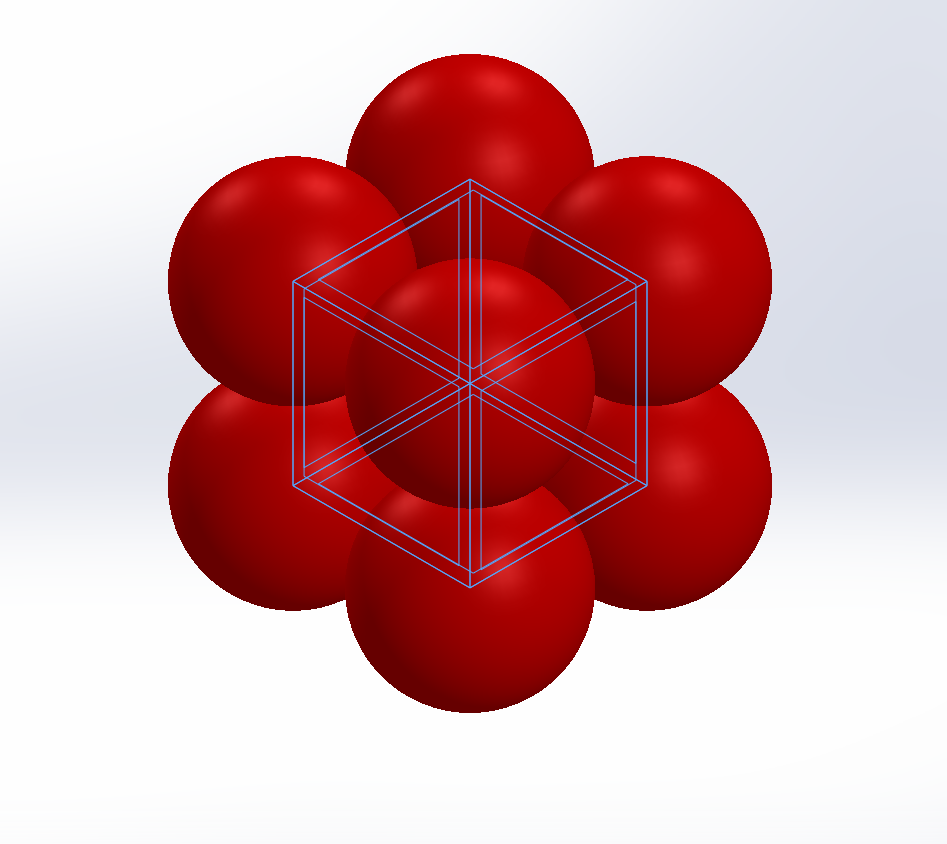
Cubic unit cell (simple)

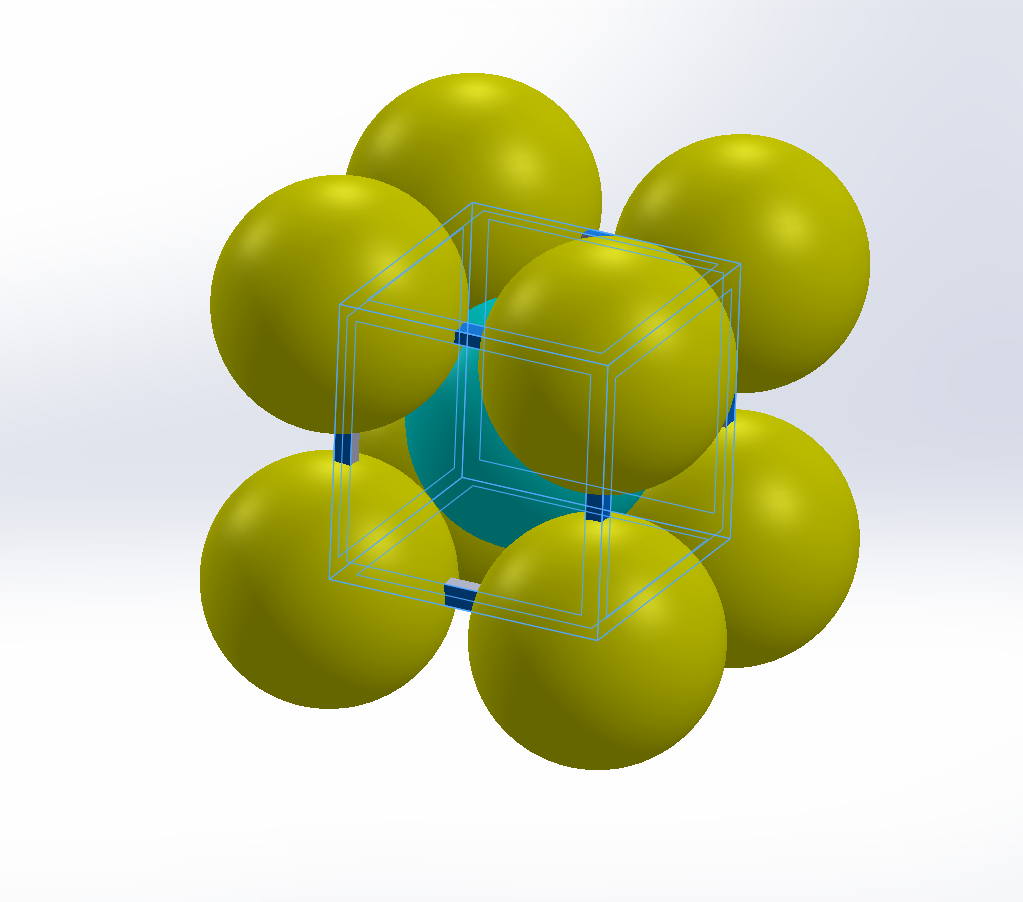
Cubic unit cell (body centered)

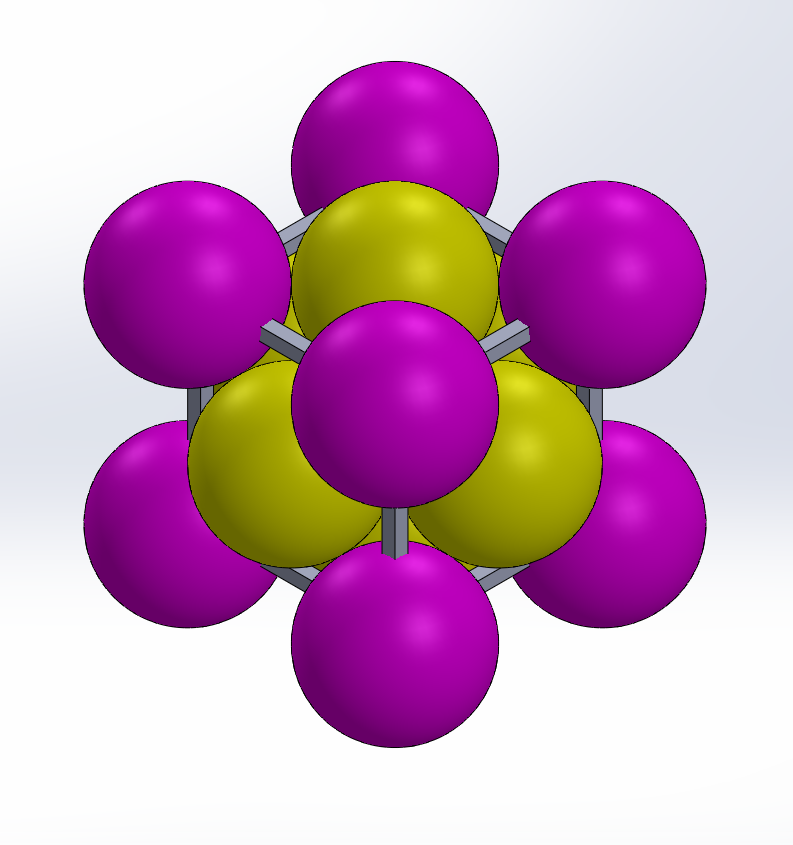
Cubic unit cell (face centered)

در این ساختار از بین سه ضلع همرس در یک راس مکعب، اندازه‌ی دو تا از آن‌ها برابر و با ضلع سوم متفاوت است. همچنین هر سه زاویه‌ی موجود در یک راس مکعب ۹۰ درجه هستند.
Simple, Body Centered دو دسته‌ی مختلف این ساختار هستند.

 Orthorhombic 
اضلاع همرس در یک راس مکعب، در این ساختار هیچ کدام با هم برابر نیستند. اما هر سه زاویه‌ی موجود در یک راس مکعب ۹۰ درجه هستند.
Simple, Body Centered, Face Centered, Base Centered چهار دسته‌ی مختلف این گروه هستند.

 Rhombohedral 
در این ساختار تمام اضلاع مکعب با هم برابر هستند، همچنین هر سه زاویه‌ در یک راس با هم برابرند اما مقدار آن‌ها مخالف ۹۰ درجه و کوچکتر از ۱۲۰ درجه است.
دولومیت دارای این نوع ساختار می‌باشد.

 Hexagonal 
این ساختار به شکل استوانه با قاعده‌های شش ضلعی منتظم است. به‌طوری‌که اضلاع شش ضلعی با هم برابر هستند و ارتفاع استوانه با اضلاع قاعده برابر نیست.

 Monoclinic 
در این ساختار هیچ یک از اضلاع همرس در یک راس مکعب با هم برابر نیستند. دو زاویه از سه زاویه در یک راس ۹۰ درجه هستندو دیگری مخالف ۹۰ درجه است. این ساختار به دو دسته‌ی Simple و Base Centered تقسیم می‌شود.

 Triclinic 
این ساختار به شکل مکعبی است که هیچ یک از اضلاع همرس در یک راس آن با هم برابر نیستند، همچنین هیچ یک از زوایا ۹۰ درجه نمی‌باشند.

## سلول واحد در فلزات
بررسی و مطالعه‌ی ساختار فلزات نشان می‌دهد که تنوع ساختارهای سلول واحد در فلزات محدود است، به‌طوری‌که اکثر فلزات یکی از سه ساختار مکعب مرکز پر، مکعب وجوه پر و یا شش ضلعی فشرده را دارند. در بین این سه ساختار، دو ساختار مکعب وجوه پر و شش ضلعی فشرده تراکم یکسان و بیش‌تری نسبت به ساختار مکعب مرکز پر دارند و تنها تفاوت این دو ساختار در ترتیب روی هم قرار گرفتن لایه‌های اتمی است.

 مکعب مرکز پر 
(BCC) Body Centered Cubic 
در این ساختار، اتم‌ها در گوشه‌های مکعب و در مرکز مکعب قرار دارند. همچنین هر اتم با هشت اتم دیگر همسایه است. هر سلول واحد در این ساختار دارای دو عدد اتم می‌باشد، در واقع هشت تا یک‌هشتم از هر اتم در گوشه‌های مکعب و یک اتم کامل در مرکز مکعب.
آهن، کروم، و سدیم دارای این نوع ساختار هستند. 
باید به این نکته نیز توجه کنیم که برخی از فلزات در اثر تغییر دما، تغییر ساختار می‌دهند. برای مثال آهن در دمای اتاق ساختار BCC دارد. در دمای بالاتر از ۹۱۲ درجه سانتی‌گراد، ساختار FCC دارد و در دمای بالاتر از ۱۴۰۰ درجه سانتی‌گراد، به ساختار BCC بازمی‌گردد.
 مکعب وجوه پر 
 Face Centered Cubic (FCC) 
در این ساختار، اتم‌ها در گوشه‌های مکعب و در مراکز وجه‌های مکعب قرار دارند. هر اتم با دوازده اتم دیگر همسایه است و هر سلول واحد دارای چهار عدد اتم می‌باشد. چهار اتم به صورت هشت تا یک‌هشتم از هر اتم در گوشه‌های مکعب و شش تا یک‌دوم در وجه‌های مکعب قرار دارند.
آلومینیوم و طلا ساختار FCC دارند.

شش ضلعی فشرده 
 Hexagonal Close-Packed (HCP) 
هر یک از اتم‌ها در این ساختار با دوازده اتم دیگر همسایه هستند و هر سلول واحد دارای شش عدد اتم است. به‌طوری‌که هر سلول واحد شامل دوازده تا یک‌ششم اتم، دو تا یک‌دوم اتم و سه اتم کامل می‌باشد.
روی، کبالت، منیزیم و برلیم ساختار HCP دارند. 

## تراکم اتمی
یکی از مشخصه‌های مهم شبکه‌های بلوری تراکم اتمی است. به نسبت حجم اتم‌ها در یک سلول واحد به حجم سلول واحد، تراکم اتمی(APF) می‌گویند.

 تراکم اتمی در ساختار مکعب مرکز پر 
 APF of BCC 
در این نوع سلول واحد، بر روی قطر مکعب سه عدد اتم قرار گرفته است. به عبارتی اندازه‌ی قطر مکعب که رادیکال سه برابر ضلع مکعب است، با چهار برابر اندازه‌ی شعاع یک اتم برابر است.
همچنین در یک سلول واحد با این ساختار دو عدد اتم قرار دارد. پس اگر نسبت حجم دو عدد اتم را به حجم مکعب حساب کنیم عدد ۰٫۶۸ به دست می‌آید. به عبارتی نسبت تراکم اتمی در ساختار مکعب مرکز پر ۰٫۶۸ می‌باشد.
 تراکم اتمی در ساختار مکعب وجوه پر 
 APF of FCC 
در این نوع سلول واحد، بر روی قطر وجه مکعب سه عدد اتم قرار گرفته است. به عبارتی اندازه‌ی قطر وجه مکعب که رادیکال دو برابر ضلع مکعب است، با چهار برابر اندازه‌ی شعاع یک اتم برابر است.
همچنین در یک سلول واحد با این ساختار چهار عدد اتم قرار دارد. پس اگر نسبت حجم چهار عدد اتم را به حجم مکعب حساب کنیم عدد ۰٫۷۴ به دست می‌آید. به عبارتی نسبت تراکم اتمی در ساختار مکعب مرکز پر ۰٫۷۴ می‌باشد.

مقایسه‌ی تراکم اتمی در  ساختارهای BCC و FCC و HCP نشان می‌دهد که حجم فضای خالی در ساختار BCC بیش‌تر از ساختار FCC و HCP است. هرچه فضای خالی بیش‌تری  در یک ساختار وجود داشته باشد  امکان نفوذ در آن ساختار بیش‌تر می‌شود. به عبارتی در شرایط یکسان نفوذ در ساختار BCC راحت‌تر از نفوذ در ساختار FCC و HCP است. برای مثال نفوذ کربن در آهن آلفا که ساختار BCC دارد، سریع‌تر از نفوذ کربن در آهن گاما است که ساختار FCC دارد. 

## تاریخچه
علیرغم نام پیشنهادی آن، سلول واحد (مثلاً برخلاف بردار واحد) لزوماً اندازه واحد یا حتی اندازه خاصی ندارد. در عوض، سلول اولیه نزدیکترین قیاس به یک بردار واحد است، زیرا اندازه مشخصی برای یک شبکه معین دارد و بلوک اصلی ساختمانی است که سلولهای بزرگتر از آن ساخته می‌شوند.

## جستارهای پیوسته
- ساختار بلوری
- اتم
- فلزات
- آهن آلفا